# منظمة تودت
منظمة تودت (OT) هي منظمة للهندسة المدنية والعسكرية في ألمانيا النازية من 1933 إلى 1945، سميت باسم مؤسسها، فريتز تودت، مهندس نازي. كانت المنظمة مسؤولة عن مجموعة كبيرة من المشاريع الهندسية في كل من ألمانيا النازية والأراضي المحتلة من فرنسا إلى الاتحاد السوفيتي خلال الحرب العالمية الثانية. كانت المنظمة سيئة السمعة لاستخدام السخرة. من 1943-1945 خلال المرحلة المتأخرة من فترة حكم الرايخ الثالث، تدير المنظمة جميع إنشاءات معسكرات الاعتقال لتزويد الصناعة بالسخرة.

## نظرة عامة

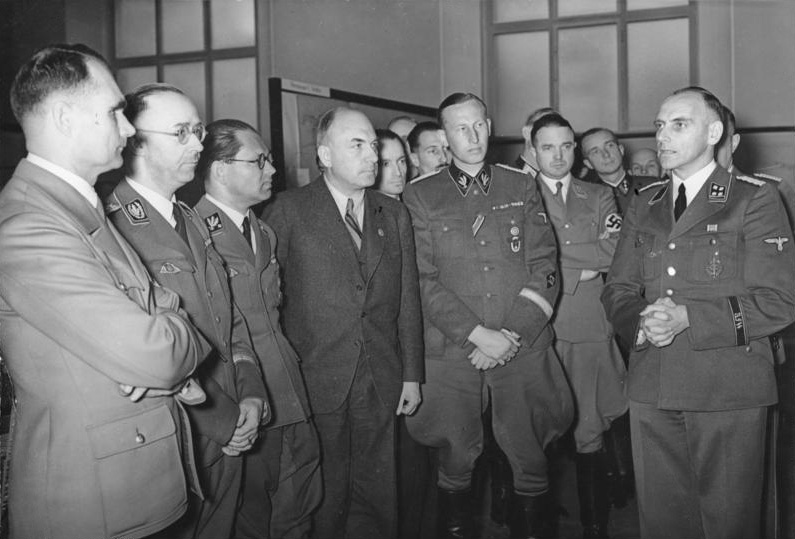
من اليسار: رودولف هيس، وهينريش هيملر، وفيليب بوهلر، وفريتز تود، ورينهارد هايدريش يستمعون إلى كونراد ماير في معرض جنرالبلان أوست في برلين، 20 مارس 1941.

يمكن تقسيم تاريخ المنظمة إلى ثلاث مراحل. من 1933 إلى 1938، قبل وجود المنظمة، كان مكتب فريتز تود الرئيسي هو المفتش العام لطرق الألمانية (Generalinspektor für das deutsche Straßenwesen) ومسؤوليته الرئيسية، بناء شبكة أوتوبان. كان قادراً على الاعتماد على «مجندين» (أي إلزامي) للعمل، من داخل ألمانيا، من خلال خدمات عمال الرايخ.
استمرت الفترة الثانية من عام 1938 حتى فبراير 1942، عندما توفي تودن في حادث تحطم طائرة. بعد غزو بولندا، تم تعيين تودت كوزير للأسلحة والذخيرة خلال عام 1940 (Reichminister für Bewaffnung und Munition)، وأصبحت مشاريع مجموعة تودت عسكرية بشكل حصري تقريبًا. تمت تلبية الزيادة الهائلة في الطلب على العمالة التي أنشأتها مختلف المشاريع العسكرية وشبه العسكرية من خلال سلسلة من التوسعات في القوانين المتعلقة بالخدمة الإلزامية، والتي ألزمت في نهاية المطاف جميع الألمان بالقيام بشكل تعسفي (أي غير محدود فعليًا) بالعمل الإلزامي للدولة: زوانجزاربيت. من 1938 إلى 1940، تم تجنيد أكثر من 1.75 مليون ألماني في خدمة العمل. من 1940 إلى 1942، بدأت منظمة تودت اعتمادها على عمال جاستاربيتنيهمير (العمال الضيوف)، ميلترينييرنييرتي (المعتقلون العسكريون)، زيفيلاربيتر (العمال المدنيون)، أوستاربيتر (العمال الشرقيون)، وهيلفسويليجي («المتطوعون») أسرى الحرب.  
استمرت الفترة الثالثة من عام 1942 وحتى نهاية الحرب في عام 1945، عندما خلف ألبرت شبير تود في منصبه وتم استيعاب المنظمة في وزارة تسليح الرايخ. كان هناك حوالي 1.4 مليون عامل في المنظمة. عموما، 1 ٪ من الألمان المرفوضين من الخدمة العسكرية و1.5 ٪ كانوا سجناء معسكرات الاعتقال. والباقون أسرى حرب وعمال قسريين من البلدان المحتلة. جميعهم عوملوا على أنهم عبيد ووجدوا في الخدمة الكاملة والتعسفية للدولة الشمولية. الكثير منهم لم ينجوا من العمل أو الحرب.

## بناء أوتوبان، 1933-1938

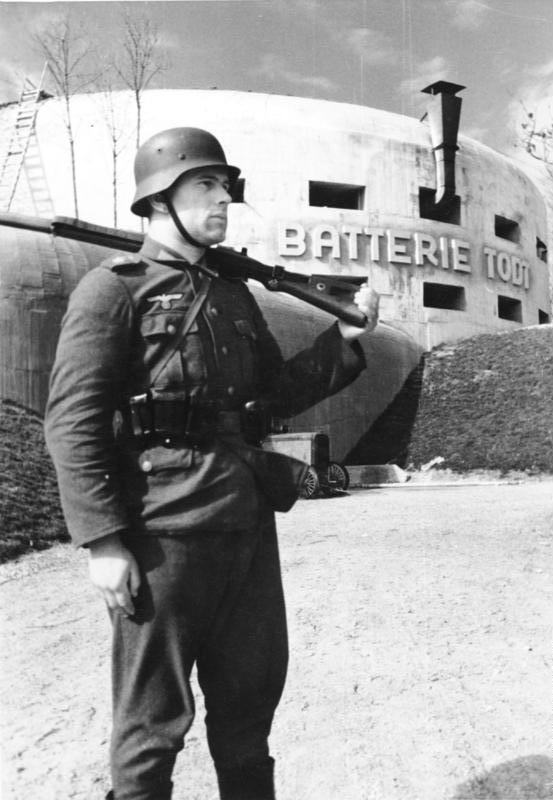
جندي ألماني أمام جزء من حائط الأطلسي المشيد من قبل المنظمة في Cap Gris Nez، فرنسا.

بدأ مفهوم أوتوبان كجهود كونسورتيوم الخاصة، HaFraBa (Verein zur Vorbereitung der Autostraße Hansestädte-Frankfurt-Basel) ، الذي بدأ خلال عام 1926 في بناء طريق سريع عالي السرعة بين شمال ألمانيا وبازل في سويسرا. [بحاجة لمصدر] حين أن الفكرة لم تنشأ مع النازيين، إلا أن أدولف هتلر أصدر مرسومًا بإنشاء مشروع Reichsautobahnen لشبكة كاملة من الطرق السريعة، والتي صدرت في 27 يونيو 1933. لقد جعله مشروعًا عامًا أكثر طموحًا، وتم إسناد المسؤولية إلى فريتز تود كمفتش عام للطرق الألمانية تم تعيينه حديثًا.
بحلول عام 1934 رفع تو مكانته. كان تودت، مع ذلك، مسؤولًا قويًا للغاية، وبحلول عام 1938، قامت المنظمة ببناء أكثر من 3,000 كيلومتر (1,900 ميل) من الطريق. أصبح مشروع اوتوبان واحدًا من افتخارات النظام النازي.
في البداية، اعتمد مشروع أوتوبان على سوق العمل المفتوح كمصدر للعمال. كانت ألمانيا في هذا الوقت لا تزال تتعافى من آثار الكساد الكبير ولم يكن هناك نقص في العمالة المتاحة. مع تعافي الاقتصاد وأصبح المعروض من العمالة قضية أكثر خطورة، تمكنت المنظمة من الاعتماد على العمال المجندين (أي الإلزاميين)، من داخل ألمانيا من خلال خدمات عمال الرايخ (RAD) منذ عام 1935. وفقًا لقانون 26 يونيو 1935، كان على جميع الألمان الذكور الذين تتراوح أعمارهم بين 18 و 25 عامًا أداء ستة أشهر من الخدمة الحكومية. سوف تتغير ظروف عمل القوى العاملة بشكل كبير إلى الأسوأ خلال السنوات العشر التالية.

## منظمة «تودت»، 1938-1942
لم يتم إعطاء المنظمة اسمًا رسميًا حتى بعد وقت قصير من وصول هتلر إلى السلطة خلال عام 1933. :5 خلال عام 1938، بدأ تودت تأسيس منظمة تودت كتحالف للمكاتب الإدارية، التي أنشأها تودت شخصيا في سياق مشروع أوتوبان، والشركات الخاصة كمقاولين من الباطن والمصدر الرئيسي للخبرات الهندسية التقنية. تم تعيينه من قبل هتلر مفوضًا للعمل في الخطة العمالية الثانية، مما قلل من دور غورينج. انخفض الاستثمار في أعمال الهندسة المدنية إلى حد كبير. [بحاجة لمصدر]

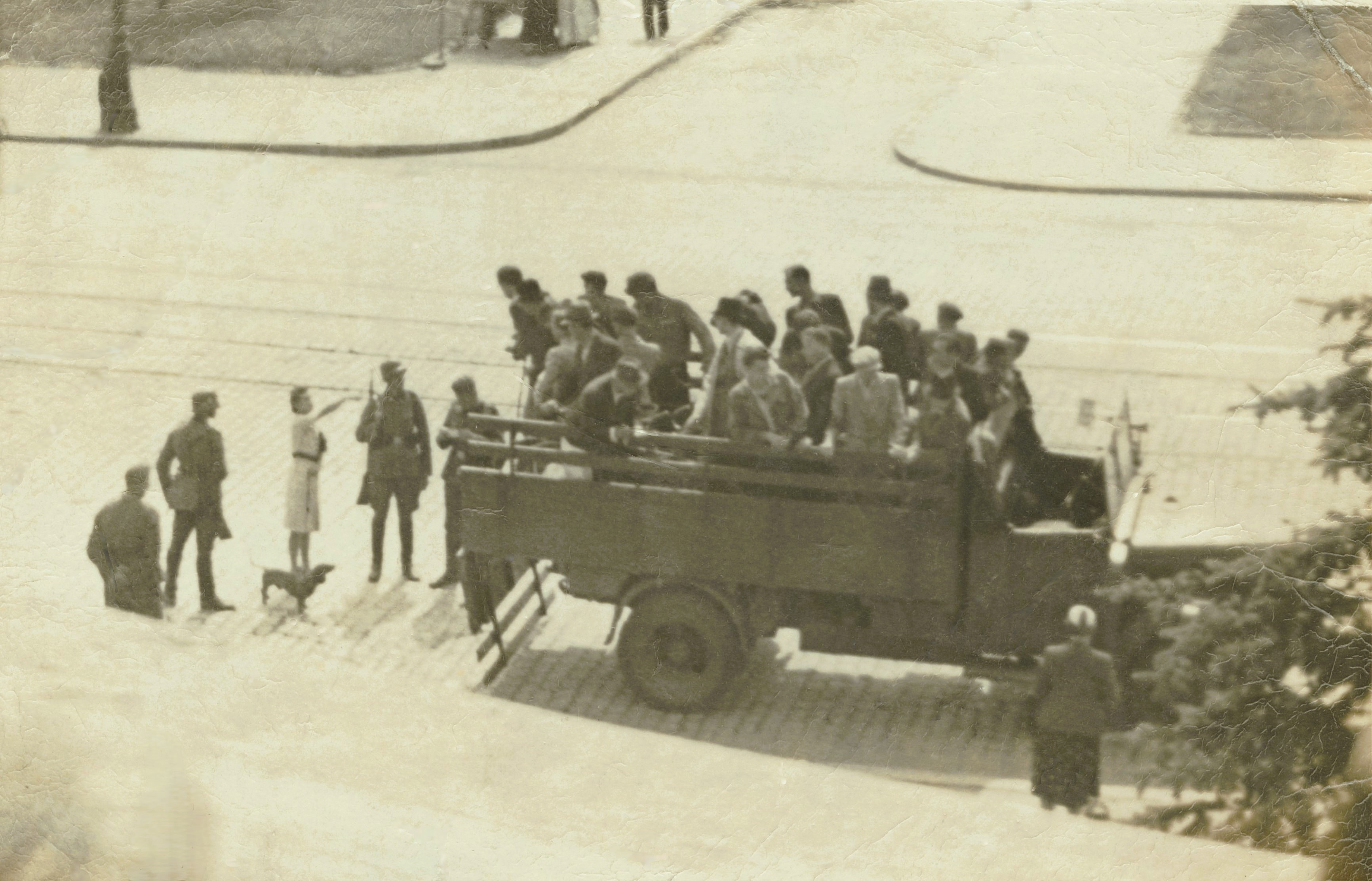
جولة في الشوارع (łapanka البولندية) لجمع المدنيين العشوائيين الذين سيتم ترحيلهم إلى ألمانيا للعمل القسري؛ حي سوليبورز في وارسو، 1941

بين عامي 1939 و1943، على عكس الفترة من 1933 إلى 1938، أقل من 1,000 كيلومتر (620 ميل) من الطرق تمت إضافتها إلى أوتوبان. تم تحويل التركيز إلى الجهود العسكرية، وكان أول مشروع رئيسي هو Westwall (المعروف باللغة الإنجليزية باسم خط سيغفريد) الذي تم بناؤه مقابل خط ماجينو الفرنسي ويخدم غرضًا مماثلًا، عين تودت نفسه وزيرًا للأسلحة والذخائر في الرايخ خلال عام 1940. خلال عام 1941، تم تكليف تودت ومنظمته بمشروع أكبر، وهو بناء الجدار الأطلسي، الذي سيتم بناؤه على سواحل فرنسا وهولندا وبلجيكا المحتلة. وشملت هذا المشروع إغناء جزر القنال البريطانية، التي كانت تحتلها ألمانيا النازية في الفترة من 30 يونيو 1940 إلى 9 مايو 1945. المعسكرات الوحيدة على الأراضي البريطانية التي تديرها المنظمة كانت في جزر القنال؛ تم إعطاء اثنين من معسكرات المنظمة هذه لإدارة قوات الأمن الخاصة في مارس 1943 لتحويلها إلى معسكرات الاعتقال ألدرني.  
توفي فريتز تودت في حادث تحطم طائرة في 8 فبراير 1942، بعد وقت قصير من اجتماعه مع هتلر في بروسيا الشرقية. أصبح تودت مقتنعًا بأنه لا يمكن كسب الحرب على الجبهة الشرقية، واعتقد أنه مستقل بما يكفي ليقول لهتلر. نتيجة لذلك، كان هناك بعض التكهنات بأن وفاة تود كانت عملية اغتيال سرية، لكن لم يتم إثبات ذلك.

## المنظمة تحت إدارة ألبرت شبير، 1942-1945

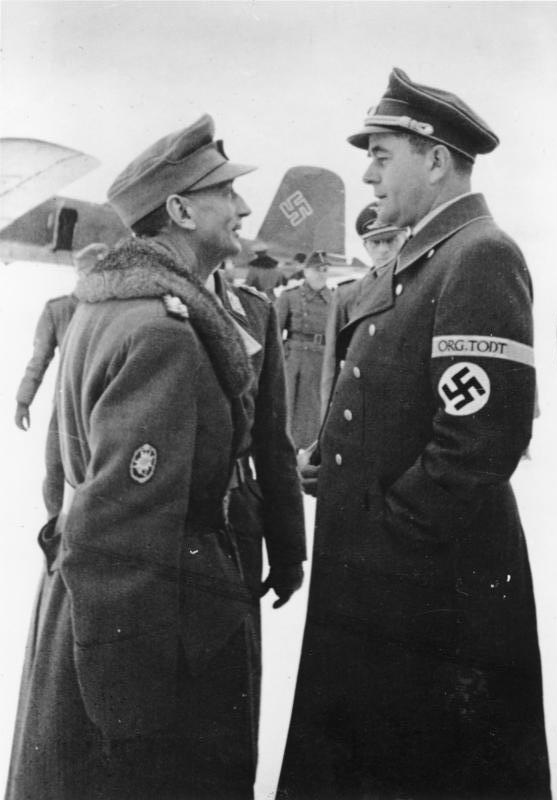
إدوارد ديتل وألبرت شبير، في مطار روفانيمي في فنلندا، خلال شهر ديسمبر عام 1943.

خلف تودت ألبرت سبير كوزير للتسلح والذخيرة، ومديرًا فعليًا لمنظمة تودت. على الرغم من وفاة تودت، استمرت المنظمة في الوجود كمؤسسة هندسية ومنحت المزيد من المهام. في بداية عام 1943، بالإضافة إلى عملها المستمر على جدار المحيط الأطلسي، تعهدت المنظمة أيضًا ببناء منصات إطلاق في شمال فرنسا لصواريخ في-1 وفي-2. خلال صيف ذلك العام، أصبحت جهود الحرب الألمانية دفاعية بشكل متزايد، وتم توجيه المنظمة إلى بناء ملاجئ للغارات الجوية، وإصلاح المباني التي تم قصفها في المناطق الحضرية الألمانية، وبناء مصانع تكرير تحت الأرض ومصانع للتسلح، يطلق عليها أيضًا اسم مشروع ريس.
خلال عام 1943، تم دمج المنظمة إدارياً في وزارة ألبرت شبير للأسلحة والإنتاج الحربي. في سياق وضع ألمانيا العسكري اليائس، والتي أثر على جميع عمليات الإنتاج بشدة حيث كان هناك نقص بالمواد والقوى العاملة وقصف الحلفاء. تمكن شبير من زيادة الإنتاج بشكل كبير، على حساب زيادة كبيرة في الاعتماد على العمل الإلزامي. هذا ينطبق أيضا على القوى العاملة من منظمة تود.

## التنظيم

### التنظيم المركزي
خلال عام 1942، تم إنشاء منظمة مركزية لـتودت عندما أصبح شبير وزيرا لرايخ. تم إنشاء مقر جديد في برلين، هو Amt OTZ، مع الوزير الوزاري فرانز زافير دورش كرئيس هيئة الأركان. تم دمجها خلال عام 1944 مع Amt Bau-OT لتشكيل Amt Bau-OT Zentrale.